# Hippeis

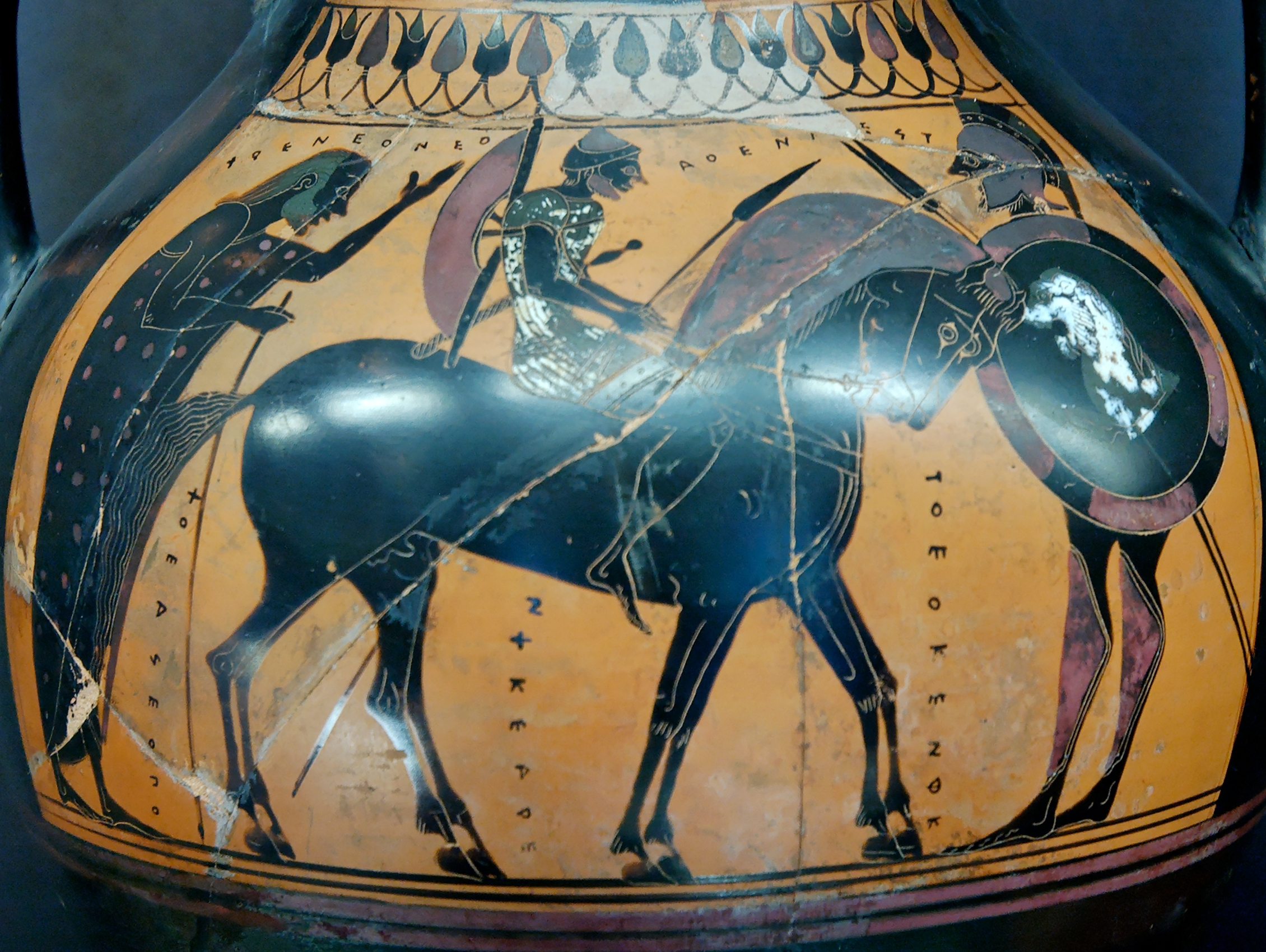
Hippeus totalmente armado. Ánfora ática de cerámica de figuras negras, c. 550-540 a. C. (Museo del Louvre).

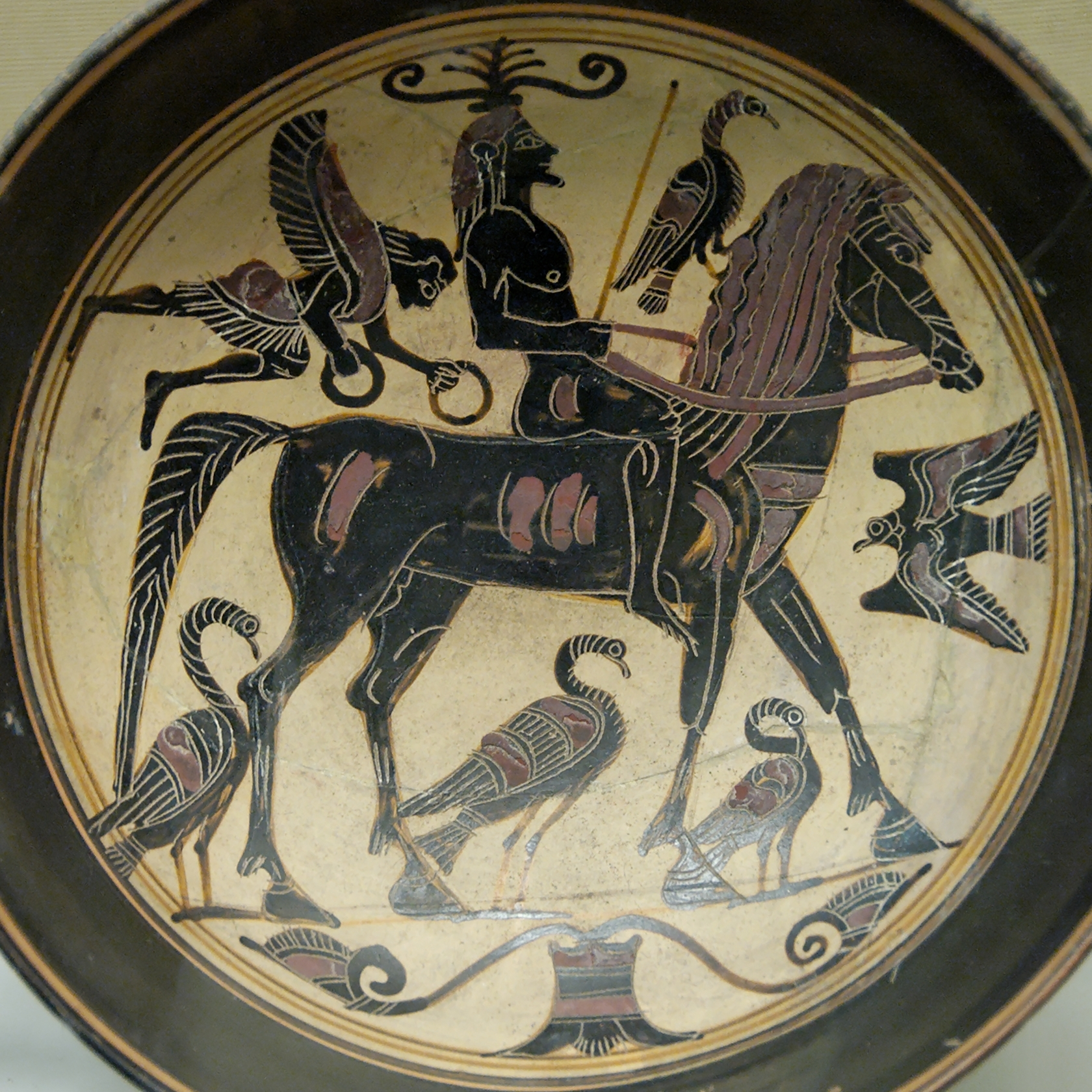
Caballero. Copa laconia de cerámica de figuras negras, c. 550-530 a. C. (Museo Británico).

Hippeis (en griego antiguo: ἱππεῖς) era el término que designaba en griego antiguo a la caballería. 
Los hippeus (ἱππεύς) constituían la segunda, de las cuatro clases censitarias en Atenas, ciudadanos que podían permitirse mantener un caballo al servicio del Estado en tiempos de guerra. Este término puede ser comparado con el de los équites romanos y los caballeros medievales.
Entre los espartanos, los hippeis componían la guardia real, que contaba con 300 jóvenes menores de treinta años. Estos, al principio, servían en la infantería pesada, y después servían en la caballería. 

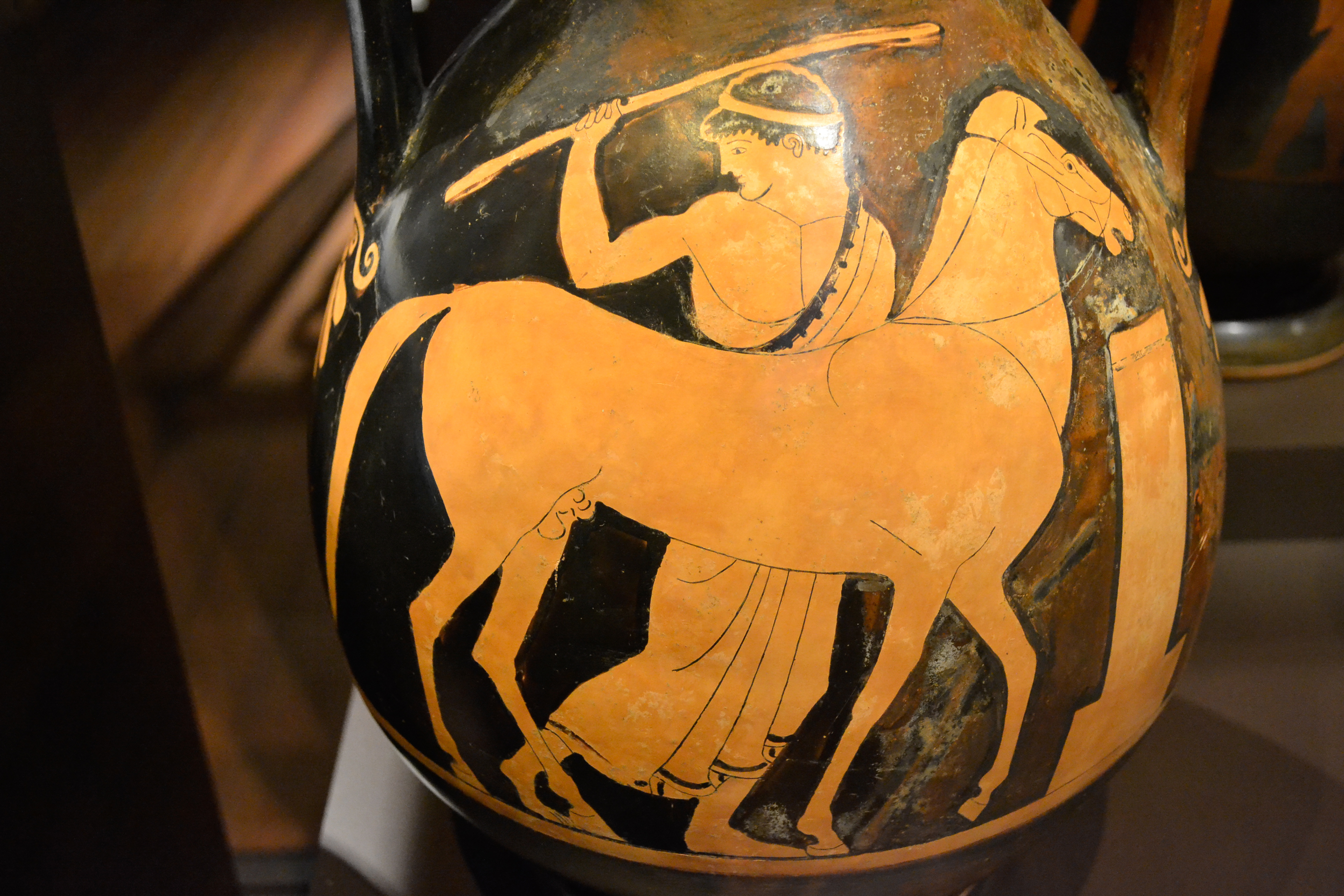
Pélice ática que representa el examen de jóvenes jinetes atenienses. 480 a. C. Museo Arqueológico Nacional de España.

La caballería de Atenas, formada después de las guerras médicas (años 480 a. C.), y que constaba de 300 jinetes originariamente, en el Siglo de Pericles (unos 40 años después) pasó a estar integrada por 1.200 caballeros: (200 arqueros montados (hippotoxōtœ), que eran esclavos del estado, y 1000 jinetes pertenecientes a las dos clases sociales más altas (pentacosiomedimnos e hippeis).
El número de jinetes que eran enviados al campo de batalla era determinado mediante decreto de la Ekklesía, la asamblea popular ateniense.
En Esparta no fue formado un cuerpo regular de caballería hasta el año 404 a. C., estando está muy descuidada, comparada con la infantería. Caballos, equipo y armaduras eran proporcionados por los ciudadanos de la clase más alta (homoioi). Para el servicio en tiempos de guerra en la caballería real, sólo los más aptos de la infantería pesada eran promocionados a jinetes. Debido a la utilización de mercenarios,  y la incorporación de aliados en su ejército, los espartanos consiguieron una magnífica caballería.
La utilidad de la caballería griega era pequeña debido a su armadura que era muy costosa (casco, coraza y cota de malla metálicos, y polainas de cuero). No utilizaban escudos en los combates. Como armas ofensivas tenían la espada de un solo filo recurvado hacia adentro llamada kopis, y una lanza o una jabalina. El herrado de caballos era desconocido para los griegos, como lo era también el empleo de estribos.
A modo de silla de montar, la cual era desconocida, se utilizaban pieles firmemente sujetas en los contornos bajo el vientre del caballo. Los tesalios eran considerados los mejores jinetes. 
La caballería se hizo importante en el ejército macedonio bajo Filipo II y su hijo Alejandro Magno. Aunque a veces el número de jinetes en las fuerzas griegas era muy pequeño, en el ejército de Alejandro, cuando marchó a Asia, la caballería era una sexta parte de las fuerzas. La caballería macedonia fue dividida en pesada y ligera, ambas consistían en cuadrillas de una fuerza media de 200 hombres. La caballería pesada estaba formada por macedonios y tesalios, armados a la manera griega, quienes eran tan formidables en el ataque como en el combate singular; la disciplina les permitió sobrepasar las aglutinadas formaciones de la caballería persa, y aún en el ataque a la infantería tenían generalmente un efecto decisivo. La caballería ligera, que fue constituida bajo el nombre de prodromoi (tiradores), estaban compuestos por los sarissophoroi macedonios, derivación de la palabra sarisa (una lanza de 3 a 7 metros de longitud) y por los jinetes tracios. Los hombres de la caballería pesada tenían un criado montado y probablemente un caballo conducido para el transporte de equipaje y forraje. En tiempos posteriores a Alejandro, nació la que fue llamada tarentini equites, guerreros de armadura ligera, hombres con dos caballos cada uno.